# Altenheim
Pour l’article homonyme, voir Altenheim (Neuried).
Altenheim [altənaim]  est une commune française située dans la circonscription administrative du Bas-Rhin et, depuis le 1er janvier 2021, dans le territoire de la Collectivité européenne d'Alsace, en région Grand Est.
Les habitants sont nommés les Altenheimois.
Cette commune se trouve dans la région historique et culturelle d'Alsace.

## Géographie

### Localisation
Village situé à quelques kilomètres à l'est de Saverne.

### Communes limitrophes
| Waldolwisheim |           | Lupstein     |
| Furchhausen   | Altenheim | Littenheim   |
| Wolschheim    |           | Friedolsheim |

### Hydrographie
La commune est dans le bassin versant du Rhin au sein du bassin Rhin-Meuse. Elle est drainée par le ruisseau le Drusenbach,.

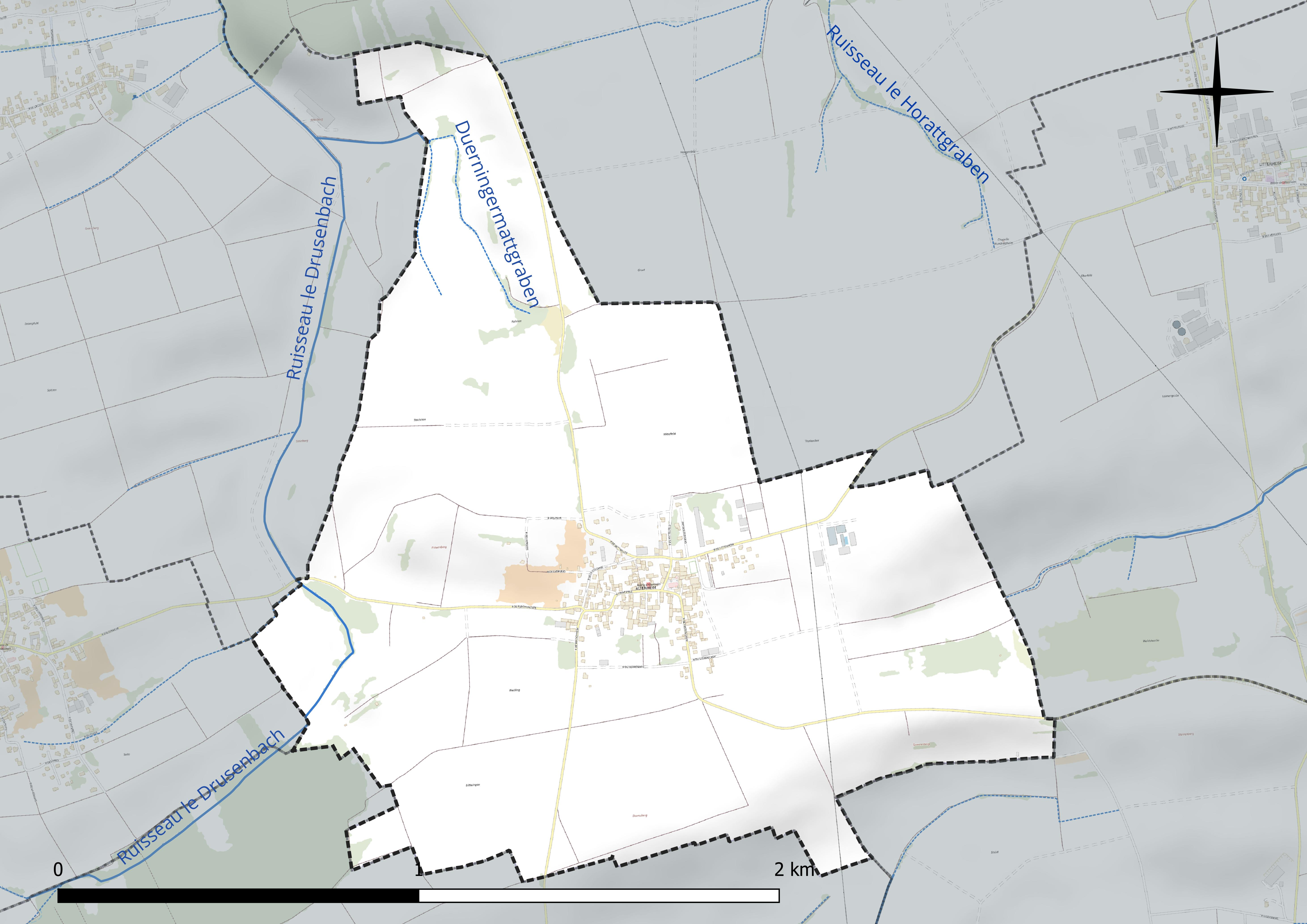
Réseau hydrographique d'Altenheim.

### Climat
Pour des articles plus généraux, voir Climat du Grand Est et Climat du Bas-Rhin.
En 2010, le climat de la commune est de type climat des marges montargnardes, selon une étude du Centre national de la recherche scientifique s'appuyant sur une série de données couvrant la période 1971-2000. En 2020, Météo-France publie une typologie des climats de la France métropolitaine dans laquelle la commune est exposée à un climat semi-continental et est dans la région climatique Vosges, caractérisée par une pluviométrie très élevée (1 500 à 2 000 mm/an) en toutes saisons et un hiver rude (moins de 1 °C).
Pour la période 1971-2000, la température annuelle moyenne est de 10,1 °C, avec une amplitude thermique annuelle de 17,6 °C. Le cumul annuel moyen de précipitations est de 785 mm, avec 10,3 jours de précipitations en janvier et 10 jours en juillet. Pour la période 1991-2020, la température moyenne annuelle observée sur la station météorologique de Météo-France la plus proche, « Waltenheim-sur-zorn », sur la commune de Waltenheim-sur-Zorn à 13 km à vol d'oiseau, est de 11,3 °C et le cumul annuel moyen de précipitations est de 652,2 mm. 
La température maximale relevée sur cette station est de 38 °C, atteinte le 7 août 2015 ; la température minimale est de −14,9 °C, atteinte le 20 décembre 2009,,.
Les paramètres climatiques de la commune ont été estimés pour le milieu du siècle (2041-2070) selon différents scénarios d'émission de gaz à effet de serre à partir des nouvelles projections climatiques de référence DRIAS-2020. Ils sont consultables sur un site dédié publié par Météo-France en novembre 2022.

## Urbanisme

### Typologie
Au 1er janvier 2024, Altenheim est catégorisée commune rurale à habitat dispersé, selon la nouvelle grille communale de densité à sept niveaux définie par l'Insee en 2022.
Elle est située hors unité urbaine. Par ailleurs la commune fait partie de l'aire d'attraction de Strasbourg (partie française), dont elle est une commune de la couronne,. Cette aire, qui regroupe 268 communes, est catégorisée dans les aires de 700 000 habitants ou plus (hors Paris),.

### Occupation des sols
L'occupation des sols de la commune, telle qu'elle ressort de la base de données européenne d’occupation biophysique des sols Corine Land Cover (CLC), est marquée par l'importance des territoires agricoles (89,8 % en 2018), en diminution par rapport à 1990 (99,8 %). La répartition détaillée en 2018 est la suivante : 
terres arables (49,2 %), prairies (35,9 %), zones urbanisées (10 %), cultures permanentes (4,7 %), forêts (0,2 %). L'évolution de l’occupation des sols de la commune et de ses infrastructures peut être observée sur les différentes représentations cartographiques du territoire : la carte de Cassini (XVIIIe siècle), la carte d'état-major (1820-1866) et les cartes ou photos aériennes de l'IGN pour la période actuelle (1950 à aujourd'hui).

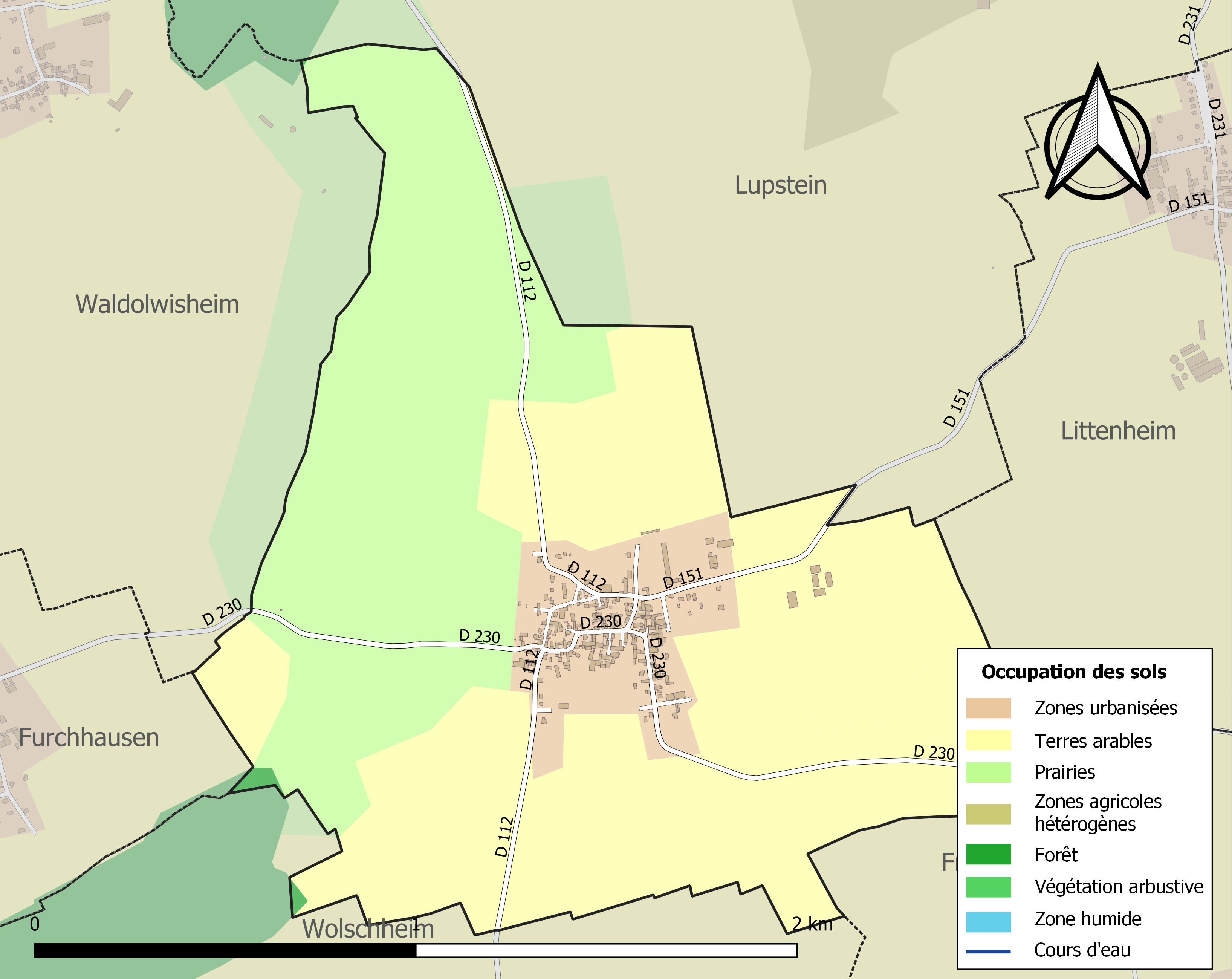
Carte des infrastructures et de l'occupation des sols de la commune en 2018 (CLC).

## Toponymie
Le nom de la localité est attesté sous les formes Althaim en l'an 774 ; Altenheim en 1120, forme identique à la forme contemporaine ; Althaim zur Truwen en 1530.
Ce toponyme signifierait « vieux hameau », « vieux domicile ».
Àltene en alémanique.

## Histoire
Comme son nom l'indique, le village d'Altenheim est très ancien. On y a découvert (en 1923) une tombe néolithique et de nombreux vestiges romains (fondations de maisons, monnaies et tuiles). Le village n'est cependant cité qu'à partir du VIIIe siècle dans des chartes des abbayes de Wissembourg (774), de Murbach (792) et de Marmoutier (Xe siècle). Des manses d'Altenheim faisaient partie des domaines de l'abbaye de Marmoutier, et l'évêque de Metz - seigneur temporel de l'abbaye - inféode en 1320 le village aux Géroldseck. Il passe dès lors entre diverses mains pour finalement revenir, en 1650, à l'abbaye de Marmoutier. L'évêque de Strasbourg y exerçait la juridiction territoriale. Le village est très touché par la guerre de Trente Ans. La population n'a cessé de croître du XVIIIe siècle jusqu'au début du XIXe siècle, puis de décroître.
Du XVe au XVIIe siècle, le nom du village était complété par le qualificatif « au pigeon » (Altenheim zu der Taube) pour le distinguer de son homonyme en Allemagne.
Le 20 janvier 1945, le bombardier B-17 américain Princess Pat, touché par la flak de retour d'une mission sur Heilbronn, se pose sur le ventre près de la D 230 entre Altenheim et Furchhausen.

## Politique et administration

### Liste des maires
| Période                                  | Période   | Identité            | Étiquette | Qualité |
| ---------------------------------------- | --------- | ------------------- | --------- | ------- |
| Les données manquantes sont à compléter. |           |                     |           |         |
| mars 2001                                | mars 2008 | Jean-Claude Hollner |           |         |
| mars 2008                                | 2014      | Jean-Claude Hollner |           |         |
| 2014                                     | mai 2020  | Mickaël Vollmar     |           |         |
| mai 2020                                 | En cours  | Laura Ritter        |           |         |

## Population et société

### Démographie
L'évolution du nombre d'habitants est connue à travers les recensements de la population effectués dans la commune depuis 1793. Pour les communes de moins de 10 000 habitants, une enquête de recensement portant sur toute la population est réalisée tous les cinq ans, les populations de référence des années intermédiaires étant quant à elles estimées par interpolation ou extrapolation. Pour la commune, le premier recensement exhaustif entrant dans le cadre du nouveau dispositif a été réalisé en 2008.

En 2022, la commune comptait 228 habitants, en évolution de +8,57 % par rapport à 2016 (Bas-Rhin : +3,17 %, France hors Mayotte : +2,11 %).
| 1793 | 1800 | 1806 | 1821 | 1831 | 1836 | 1841 | 1846 | 1851 |
| ---- | ---- | ---- | ---- | ---- | ---- | ---- | ---- | ---- |
| 228  | 277  | 309  | 349  | 369  | 370  | 377  | 342  | 346  |

| 1856 | 1861 | 1866 | 1871 | 1875 | 1880 | 1885 | 1890 | 1895 |
| ---- | ---- | ---- | ---- | ---- | ---- | ---- | ---- | ---- |
| 307  | 287  | 297  | 289  | 297  | 315  | 325  | 316  | 319  |

| 1900 | 1905 | 1910 | 1921 | 1926 | 1931 | 1936 | 1946 | 1954 |
| ---- | ---- | ---- | ---- | ---- | ---- | ---- | ---- | ---- |
| 296  | 324  | 302  | 265  | 269  | 278  | 293  | 262  | 237  |

| 1962 | 1968 | 1975 | 1982 | 1990 | 1999 | 2006 | 2008 | 2013 |
| ---- | ---- | ---- | ---- | ---- | ---- | ---- | ---- | ---- |
| 224  | 215  | 209  | 226  | 210  | 215  | 217  | 218  | 210  |

| 2018 | 2022 | - | - | - | - | - | - | - |
| ---- | ---- | - | - | - | - | - | - | - |
| 214  | 228  | - | - | - | - | - | - | - |

## Culture locale et patrimoine

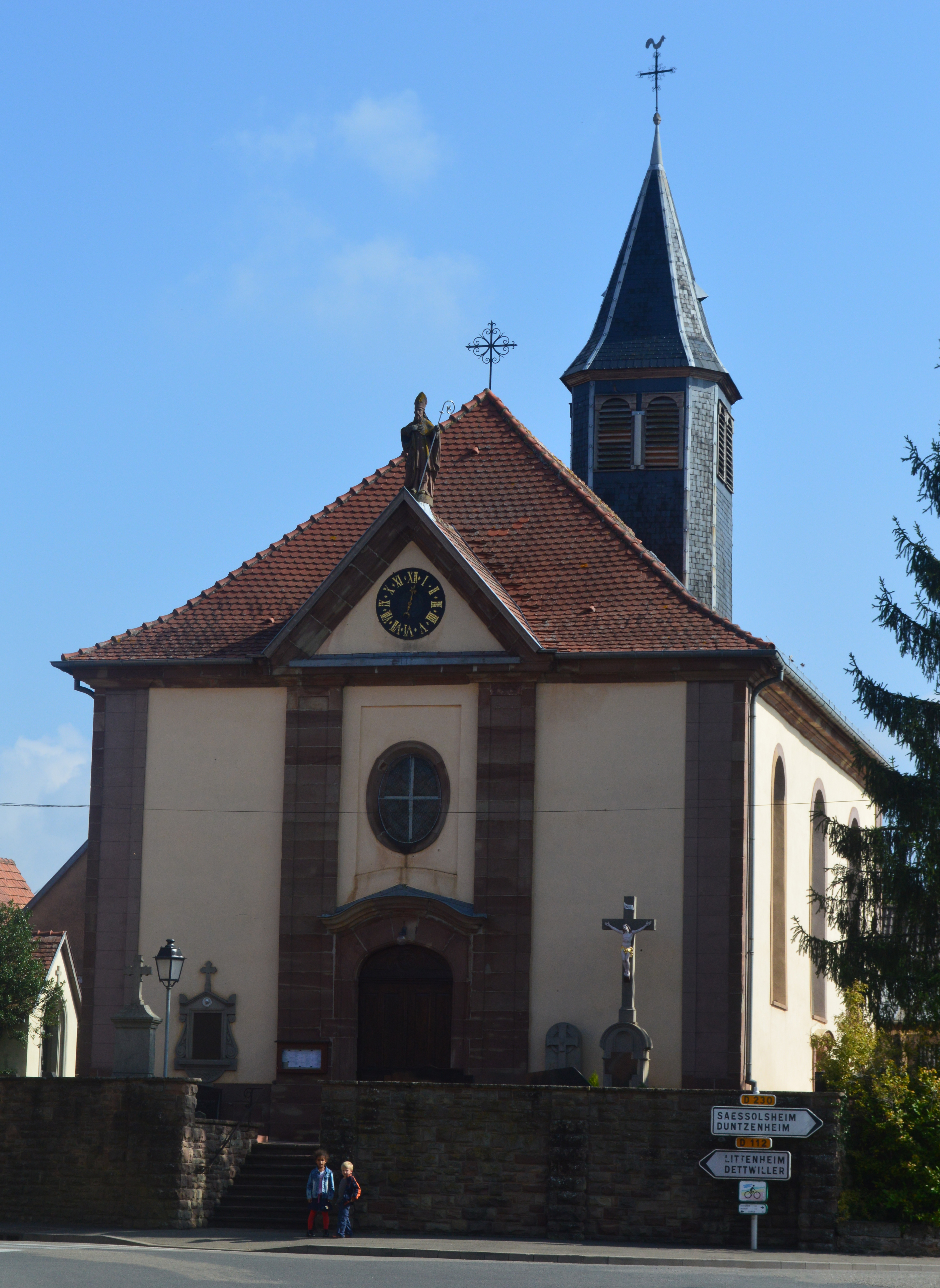
L'église Saint-Lambert.

### Lieux et monuments

#### Église paroissiale Saint-Lambert
La mention la plus ancienne se rapportant à un édifice religieux ne remonte qu'au début du XIVe siècle. Au début du XVIIe siècle, un litige entre le décimateur (abbaye de Marmoutier) et la commune nous renseigne sur la nécessité d'une restauration de l'église.
La reconstruction de l'édifice est décidée au XVIIIe siècle. Les plans et devis sont demandés à l'inspecteur des Ponts et Chaussées Christiani père. L'adjudication des travaux a lieu en 1764 et la construction est sans doute achevée en 1766 comme semble l'indiquer la date gravée sur le bénitier encastré dans le mur Sud de l'édifice.
Altenheim était une filiale de la paroisse de Waldolwisheim jusqu'à sa séparation en 1802.
L'église est placée sous le patronage de saint Lambert. Le second patronage est celui de sainte Pudentienne.
L'église dispose d'un clocheton en ardoise, situé sur le toit du chœur. Une statue en grès de saint Lambert (d'une hauteur de 1,50 m) occupe le sommet du pignon de la façade principale. L'édifice est percé de fenêtres en plein cintre ornées de vitraux de 1947 signés du peintre-verrier Alphonse Ehret (1886-1963).
Le mobilier liturgique (maître-autel et deux autels latéraux) est en bois peint et doré de style néo-roman. La porte du tabernacle représente Jésus attablé avec les disciples d'Emmaüs. Les fonts baptismaux, en grès jaune, sont datés de 1690.
Chaque année, la paroisse d'Altenheim organise une belle et fervente célébration de la Fête-Dieu : à l'issue de la messe solennelle, les fidèles participent à la procession eucharistique à travers les rues du village. Les quatre reposoirs sont installés et décorés avec l'aide des fidèles des autres paroisses de la communauté de paroisses de « Dettwiller et les collines de Wundratzheim » regroupant les paroisses d’Altenheim, Dettwiller, Littenheim, Lupstein et Rosenwiller.

#### Chapelle du cimetière
Le cimetière du village, autour de l'église paroissiale, abrite une chapelle. Ce modeste édifice abrite les statues de sainte Bernadette et de Notre-Dame de Lourdes, cette dernière trouvant place dans un charmant décor rocailleux. L'ensemble est complété de deux vitraux représentant sainte Cécile et sainte Thérèse d'Avila. La voûte de la chapelle est peinte en bleu ciel et ornée de multiples étoiles.
Une plaque de marbre perpétue le souvenir du curé Joseph Four qui est à l'origine de cette construction. Né le 10 juillet 1866 à Dieffenbach, ordonné prêtre en 1894, l'abbé Four arrive à Altenheim en 1929. Il restera le curé de cette paroisse jusqu'à sa mort, en 1943. Ayant exprimé le désir d'être inhumé dans ce village, le prêtre obtient d'un villageois la mise à disposition gracieuse d'un bout de terrain jouxtant l'angle Nord-Est du cimetière. Les travaux de construction de cette chapelle, destinée à la dévotion des paroissiens et à abriter ultérieurement le tombeau du curé Four, peuvent débuter. Dès 1935, deux maçons du village et une équipe de bénévoles se mettent à l'œuvre. Endormi dans l'espérance de la résurrection, le 13 septembre 1943, l'abbé Joseph Four sera inhumé dans son tombeau le 15 septembre, jour de la fête de Notre-Dame-des-Sept-Douleurs.

### Héraldique
| Blason de Altenheim | Blason  | D'azur à la colombe d'argent tenant dans son bec une branche de laurier de sinople, posée sur un mont de trois coupeaux du même mouvant de la pointe. |
| Blason de Altenheim | Détails | |